# Utopia (EP)
Utopia ist das zweite Minialbum und somit die insgesamt dritte Veröffentlichung der estnischen Sängerin und Songwriterin Kerli.
Es wurde am 19. März 2013 bei Island Def Jam Music Group veröffentlicht. Ursprünglich als vollständiges Album angedacht, wurde die Veröffentlichung von Utopia nach der unautorisierten Veröffentlichung des Albums auf zahlreichen Downloadportalen verschoben. Im Gegensatz zum Debütalbum Love Is Dead, welches in seiner Zusammensetzung eine Mischung aus Pop und Gothic Rock ist, sind die Titel auf Utopia eher dem Electropop zuzuordnen. Kerli selbst bezeichnet den Stil ihrer Veröffentlichung als „Bubble Goth“.
Der zweite Track der EP, The Lucky Ones, wurde am 29. Oktober 2012 als Single auf iTunes veröffentlicht.

## Hintergründe
Kerli beschreibt in einem Statement Utopia als ihre „Suche nach Liebe und Freude“ und sagt, dass sie „große persönliche Veränderungen“ durchlaufen hat, während sie die Titel für das Album geschrieben hat. Utopia stellt mit seinen eher fröhlichen Inhalten einen starken Kontrast zum düsteren Vorgänger Love Is Dead dar.

## Inhalt
In Can’t Control the Kids geht es um die „Macht, die die Jugendlichen von heute aufgrund der Technologie und des Internets haben“, sowie die Tatsache, dass es „jedem, der einen Laptop besitzt, möglich ist, etwas einmaliges zu erschaffen und es mit dem Rest der Welt zu teilen“. The Lucky Ones schrieb Kerli, nachdem einer ihrer Freunde den Krebs besiegt hatte und so eine „zweite Chance“ bekam. In der Ballade Love Me or Leave Me behandelt Kerli die schwierige Situation, in einer Beziehung mit einer Person zu sein und die Gefühle des Partners nicht zu kennen, die nicht sie selbst, sondern eine Freundin von ihr erlebte.

## Titelliste
| Track | Titel                                     | Songwriting                                         | Produktion             |
| ----- | ----------------------------------------- | --------------------------------------------------- | ---------------------- |
| 1     | Can’t Control the Kids                    | Kerli Kõiv, Svante Clas Halldin, Jakob Gustav Hazel | SeventyEight           |
| 2     | The Lucky Ones                            | Kerli Kõiv, Svante Clas Halldin, Jakob Gustav Hazel | SeventyEight           |
| 3     | Love Me or Leave Me                       | Kerli Kõiv, Svante Clas Halldin, Jakob Gustav Hazel | SeventyEight           |
| 4     | Sugar                                     | Kõiv, Switch, Danny Taylor                          | Switch                 |
| 5     | Here and Now                              | Kõiv, Halldin, Hazel                                | SeventyEight           |
| 6     | Chemical                                  | Kõiv                                                | Kõiv, Brian Ziff       |
| 7     | The Lucky Ones (Syn Cole vs. Kerli Remix) | Kõiv, Halldin, Hazel                                | SeventyEight, Syn Cole |

## Chartplatzierungen
| ChartsChartplatzierungen       | Höchstplatzierung | Wochen |
| ------------------------------ | ----------------- | ------ |
| Vereinigte Staaten (Billboard) | 196 (1 Wo.)       | 1      |